# Zisterzienserabtei Nizelles
Die Zisterzienserabtei Nizelles war von 1439 bis 1784 ein Kloster der Zisterzienser in Ophain-Bois-Seigneur-Isaac, Braine-l’Alleud, Provinz Wallonisch-Brabant, in Belgien.

## Geschichte
Mönche der Zisterzienserabtei Moulins gründeten 1439 in der Nähe der Zisterzienserinnenabtei Wauthier-Braine (ursprünglich als Zuflucht) das Kloster Nizelles (Janauschek 722, Filiation 26.2), das 1784 von Joseph II. offiziell aufgelöst wurde. Das Restanwesen wurde ab 1999 restauriert und ist heute ein privates Zentrum für Empfänge, Seminare und kulturelle Veranstaltungen.

### Obere, Prioren und Äbte
- Jean Eustache (1441–1442)
- Jean de Ligny (1442–1443)
- Jean Smettebier (1445–1453)
- Pierre Olbeke (1453–1475)
- Nicolas Spaens (1475–1516)
- Pierre Emens (1516–1535)
- Jean de Horion (1535–1558)
- Gille Venduile (1558–1560)
- François Backx (1560–1565)
- Jean Taxius (1565–1573)
- Nicolas Coels (1573–1579)
- Simon Zeelers, auch: Van Hove (1579–1581)
- Arnould de Monte (1586–1588)
- Hugues Buisseret (1594–1600)
- Bernard de Montgaillard (1601–1605, dann Abt der Abtei Orval)
- Jean Foucart (1607–1619, dann Abt von Kloster Loos, dem er entstammte, 1635 Vize-Generalabt, † 1640)
- Jean d’Assignies (1619–1640, aus dem Kloster Cambron)
- Grégoire de Lattefeur (1640–1656, aus dem Kloster Cambron)
- Livin Berens (1657–1673)
- Bernard Verbeeck (1678–1700)
- Jean Pennemans (1701–1723)
- Guillaume Fortamps (1723–1736)
- Pierre van Hame, auch: Hamme (1736–1765)
- Antoine Ghiselin (1765–1770)
- Placide Desellis (1771–1782). (* 1725; † 1782, aus dem Kloster Villers-la-Ville, von 1764 bis 1771 in der Abtei Argenton, Verfasser von informationsreichen Annalen der Abtei Nizelles)